# Filippo Falciatore
Filippo Falciatore (fl. XVIII secolo) è stato un pittore italiano, documentato a Napoli tra il 1718 ed il 1768.

## Biografia
Filippo Falciatore fu alunno prima del De Matteis e poi di Domenico Antonio Vaccaro, risentì degli insegnamenti del secondo nelle sue opere giovanili: nella maggior parte sono scene tratte dal Vecchio e Nuovo Testamento, ora disperse tra raccolte pubbliche e private sia in Italia che all'estero. In queste opere, il Falciatore, pur ricalcando le orme del maestro, aggiorna gli schemi con una nuova sensibilità neo-manieristica, con  scenografie leggere e molto luminose.